# Saison 1952-1953 de la LAH
Saison précédente Saison suivante
La saison 1952-1953 de la Ligue américaine de hockey est la 17e saison de la ligue dans laquelle sept équipes jouent chacune 64 matchs. Après la perte de deux nouvelles franchises, la ligue se regroupe en une seule division et le trophée F.-G.-« Teddy »-Oke consacre le vainqueur de la saison régulière. 
Les Barons de Cleveland remportent ce trophée ainsi que leur sixième coupe Calder.

## Changement de franchise
- Les Capitals d'Indianapolis cessent leurs activités.
- Les Mohawks de Cincinnati quittent la LAH et rejoignent à la Ligue internationale de hockey.

## Saison régulière

### Classement
| Clt   | Équipe                | PJ | V  | D  | N | BP  | BC  | Pts |
| ----- | --------------------- | -- | -- | -- | - | --- | --- | --- |
| +001, | Barons de Cleveland   | 64 | 42 | 20 | 2 | 248 | 164 | 86  |
| +002, | Hornets de Pittsburgh | 64 | 37 | 21 | 6 | 223 | 149 | 80  |
| +003, | Warriors de Syracuse  | 64 | 31 | 31 | 2 | 213 | 201 | 64  |
| +004, | Bears de Hershey      | 64 | 31 | 32 | 1 | 208 | 217 | 63  |
| +005, | Reds de Providence    | 64 | 27 | 36 | 1 | 215 | 254 | 55  |
| +006, | Flyers de Saint-Louis | 64 | 26 | 37 | 1 | 212 | 258 | 53  |
| +007, | Bisons de Buffalo     | 64 | 22 | 39 | 3 | 160 | 236 | 47  |

- En gras : qualifiés pour les séries

### Meilleurs pointeurs
| Joueur            | Équipe                | PJ | B  | A  | Pts | Pun |
| ----------------- | --------------------- | -- | -- | -- | --- | --- |
| Eddie Olson       | Barons de Cleveland   | 61 | 32 | 54 | 86  | 33  |
| Guyle Fielder     | Flyers de Saint-Louis | 62 | 22 | 61 | 83  | 12  |
| Jack Gordon       | Barons de Cleveland   | 64 | 20 | 58 | 78  | 6   |
| Kelly Burnett     | Warriors de Syracuse  | 56 | 23 | 53 | 76  | 16  |
| Ike Hildebrand    | Barons de Cleveland   | 64 | 38 | 34 | 72  | 40  |
| Calum MacKay      | Bisons de Buffalo     | 64 | 28 | 42 | 70  | 65  |
| Steve Wochy       | Barons de Cleveland   | 64 | 37 | 31 | 68  | 16  |
| Zellio Toppazzini | Reds de Providence    | 64 | 35 | 32 | 67  | 23  |
| Lorne Davis       | Bisons de Buffalo     | 64 | 33 | 34 | 67  | 49  |
| Willie Marshall   | Hornets de Pittsburgh | 62 | 27 | 39 | 66  | 58  |

## Séries éliminatoires
- Le premier de la saison régulière rencontre le troisième au meilleur des 5 matchs.
- Le deuxième rencontre le quatrième également au meilleur des 5 matchs.
- Les vainqueurs se rencontrent en finale au meilleur des sept matchs[2].

### Tableau
|  | Premier tour | Premier tour |           |   | Finale | Finale |
|  | Premier tour | Premier tour |           |   | Finale | Finale |
|  |              |              |           |   |        |        |
|  |              |              |           |   |        |        |
|  |              |              |           |   |        |        |
|  | Cleveland    | 3            |           |   |        |        |
|  | Cleveland    | 3            |           |   |        |        |
|  | Syracuse     | 1            |           |   |        |        |
|  | Syracuse     | 1            | Cleveland | 4 |        |        |
|  |              |              | Cleveland | 4 |        |        |
|  |              | Pittsburgh   | 3         |   |        |        |
|  | Pittsburgh   | Pittsburgh   | 3         | 3 |        |        |
|  | Pittsburgh   |              |           | 3 |        |        |
|  | Hershey      | 0            |           |   |        |        |
|  | Hershey      | 0            |           |   |        |        |

## Trophées

### Trophées collectifs
| Coupe Calder : Vainqueurs des séries                           | Barons de Cleveland |
| Trophée F.-G.-« Teddy »-Oke : Champions de la saison régulière | Barons de Cleveland |

### Trophées individuels
| Trophée Les-Cunningham : Meilleur joueur de la saison                                 | Eddie Olson (Barons de Cleveland)     |
| Trophée Carl-Liscombe : Meilleur pointeur                                             | Eddie Olson (Barons de Cleveland)     |
| Trophée Dudley-« Red »-Garrett : Meilleure recrue                                     | Guyle Fielder (Flyers de Saint-Louis) |
| Trophée Harry-« Hap »-Holmes : Gardien ayant la plus petite moyenne de buts encaissés | Gil Mayer (Hornets de Pittsburgh)     |